# Charles Brewer Carías
Charles Brewer-Carías (Caracas, Distrito Federal, Venezuela, 10 de septiembre de 1938) es un naturalista, fotógrafo y explorador venezolano. Ha descubierto más de 20 especies de animales y plantas distintas. También es el descubridor de las cuevas del Cerro Autana en 1971, las simas de Sarisariñama en 1974, y recientemente, un sistema de cuevas de cuarcitas en el tepuy de Chimantá, que llevan su nombre.
Entre 1979 y 1982, fue Ministro de Juventud durante el Gobierno de Luis Herrera Campíns.

## Vida
Nació en una familia de venezolanos. Su abuelo, Mathias Brewer fue diplomático de Venezuela y durante un tiempo vicecónsul de Inglaterra en La Guaira. La familia de su madre desciende de un general español que combatió a comienzos del siglo XIX en la lucha contra el movimiento independentista venezolano liderado militar y políticamente, entre otros, por Simón Bolívar, Santiago Mariño y José Antonio Páez.
A los 14 años, Brewer-Carías obtuvo una plaza como asistente en el Departamento de Antropología de la Sociedad de Ciencias Naturales de La Salle en Caracas, y descubrió, un año después, un yacimiento arqueológico en las proximidades de su casa. Trabajando como fotógrafo, a los 16 años tomó parte en una expedición para estudiar las prácticas de pesca en la isla de Margarita. En ese mismo año hizo su primera expedición a la parte superior del río Paragua, la cual fue organizada con el objetivo de encontrar la ciudad perdida de San José de Guirior. En 1979 incursionó brevemente en la política, aceptando el cargo de ministro de la Juventud en el Gabinete del presidente Luis Herrera Campíns, de signo social demócrata cristiano.
Brewer-Carías es reconocido como especialista en supervivencia y desarrollador de cuchillos especializados. Su récord personal en encender fuego con palos es de 2,7 segundos. Brewer-Carías es reconocido como un notable fotógrafo cosa que en sus libros se hace patente con numerosas tomas e ilustraciones de la naturaleza venezolana. 
Brewer-Carías tiene cinco hijos de dos matrimonios. Su hermano es el abogado Allan Brewer Carías. 

## Líder de equipos de búsqueda y salvamento
Charles Brewer-Carías es uno de los especialistas más reconocidos en búsqueda y salvamento en la selva. Durante muchos años indiscutiblemente fue líder de los más competentes equipos de salvamento en Venezuela, y probablemente, de toda la amazonía. 

Sostuvo una fuerte diatriba en 1981 con el general Guerrero Zambrano, entonces director nacional de la Defensa Civil, en vista de un error garrafal e inaudito de las autoridades venezolanas: Confundieron, por falta absoluta de experticia, osamentas de animales con las de seres humanos y suspendieron, creyendo por tanto que habían logrado el rescate de todas las víctimas, las operaciones de salvamento durante la búsqueda de sobrevivientes de una avioneta accidentada en el hoy Estado Amazonas. Entonces, Charles Brewer-Carías, acertadamente, dado los conocimientos en particular de la anatomía humana y biológica que sus hombres poseían, dijo que: 
"Allí pasó lo que pasó porque Defensa Civil no llamó a colaborar a mis equipos de rescate, que son los mejores del país”.

## Trabajo científico
Charles Brewer-Carías ha dirigido 200 expediciones a las montañas de la Guayana Venezolana, interesado especialmente en el estudio de la fauna y flora de los tepuyes. Sus incursiones suelen ser multidisciplinarias, y sus publicaciones cubren los campos de la ciencia botánica, zoología, entomología, geología, geografía y antropología. Entre otras cosas, Charles ha pasado mucho tiempo con los yekuana en la cuenca del Orinoco, por lo que habla fluidamente las lenguas yekuana y yanomami. Junto con Napoleon Chagnon, han publicado dos películas documentales sobre los Yanomami: Yanomami: A Multidisciplinary Study und The Feast. Además ha trabajado como espeleólogo y explorador de las cuevas del Cerro Autana, la simas del Sarisariñama-Tepuy y la Cueva Ojos de Cristal en el monte Roraima, así como también descubridor del sistema de cuevas Muchimuk.
A lo largo de su carrera científica, ha trabajado con más de 250 científicos diferentes como Julian Steyermark, Otto Huber,  Basset Maguire, Napoleon Chagnon,  Brian Broom, Jacques Lizot, James V. Neel, entre otros.

## Honores
En 1981 recibió las condecoraciones de Land Army Cross y la Orden del Libertador por sus expediciones en el territorio Esequibo. Gracias a su trabajo con Brian Broom y los Yanomami, se convirtió en investigador honorario asociado del Jardín Botánico de Nueva York, así como también del Jardín Botánico del Orinoco en Ciudad Bolívar. Brewer-Carías ha descubierto más de 20 especies de flora y fauna en las selvas de América del Sur, el género taxonómico Brewcaria y la rana Colostethus breweri fueron nombradas en honor a su descubrimiento. Adicionalmente, el sistema de Cuevas Charles-Brewer en el tepuy de Chimantá lleva su nombre.

## Publicaciones
Charles Brewer-Carías es autor de varios libros y coautor de una gran cantidad de publicaciones científicas. Entre sus trabajos, ha publicado las siguientes publicaciones:
- Las Simas de Sarisariñama. Boletín Sociedad Venezolana de Ciencias Naturales La Salle. 132–133, Caracas 1976, S. 549–623.
- Venezuela. Central Information Office, Caracas 1982.
- La Vegetación del Mundo Perdido. Cromotip, Caracas 1986, ISBN 980-265-478-7.
- The Lost World of Venezuela and Its Vegetation. Caracas 1987, ISBN 980-265-477-9.
- Roraima the crystal mountain. Editorial Arte Press, Caracas 1988, ISBN 980-300-488-3.
- Cerro de la Neblina : resultados de la expedición, 1983-1987. Fundación para el Desarrollo de las Ciencias Físicas, Matemáticas y Naturales, Caracas 1988, ISBN 980-300-437-9.